# ニジニャヤ・ツングースカ川
ニジニャヤ・ツングースカ川（ニジニャヤ・ツングースカがわ、ロシア語: Нижняя Тунгуска, Nižnjaja Tunguska）は、ロシアのシベリアを流れるエニセイ川右岸支流の河川である。イルクーツク州とクラスノヤルスク地方を流れる。エニセイ川への平均流量は、毎秒3,600m³である。